# Биркенвальд
Биркенва́льд (фр. Birkenwald) — упразднённая коммуна на северо-востоке Франции в регионе Эльзас — Шампань — Арденны — Лотарингия, департамент Нижний Рейн, округ Саверн, кантон Саверн. До марта 2015 года коммуна административно входила в состав упразднённого кантона Мармутье (округ Саверн). Упразднена с 1 января 2016 года, объединена с коммунами Алленвиллер, Саленталь и Сенгрист в новую коммуну Соммеро.
Площадь коммуны — 5,12 км², население — 281 человек (2006) с тенденцией к стабилизации: 283 человека (2013), плотность населения — 55,3 чел/км².

## Население
Население коммуны в 2011 году составляло 287 человек, в 2012 году — 285 человек, а в 2013-м — 283 человека.
| 1962 | 1968 | 1975 | 1982 | 1990 | 1999 | 2006 | 2008 | 2011 | 2012 | 2013 |
| ---- | ---- | ---- | ---- | ---- | ---- | ---- | ---- | ---- | ---- | ---- |
| 239  | 232  | 217  | 208  | 228  | 253  | 281  | 289  | 287  | 285  | 283  |

Динамика населения:

## Экономика
В 2010 году из 189 человек трудоспособного возраста (от 15 до 64 лет) 149 были экономически активными, 40 — неактивными (показатель активности 78,8 %, в 1999 году — 78,4 %). Из 149 активных трудоспособных жителей работали 142 человека (79 мужчин и 63 женщины), 7 числились безработными (6 мужчин и одна женщина). Среди 40 трудоспособных неактивных граждан 14 были учениками либо студентами, 14 — пенсионерами, а ещё 12 — были неактивны в силу других причин.

## Достопримечательности (фотогалерея)

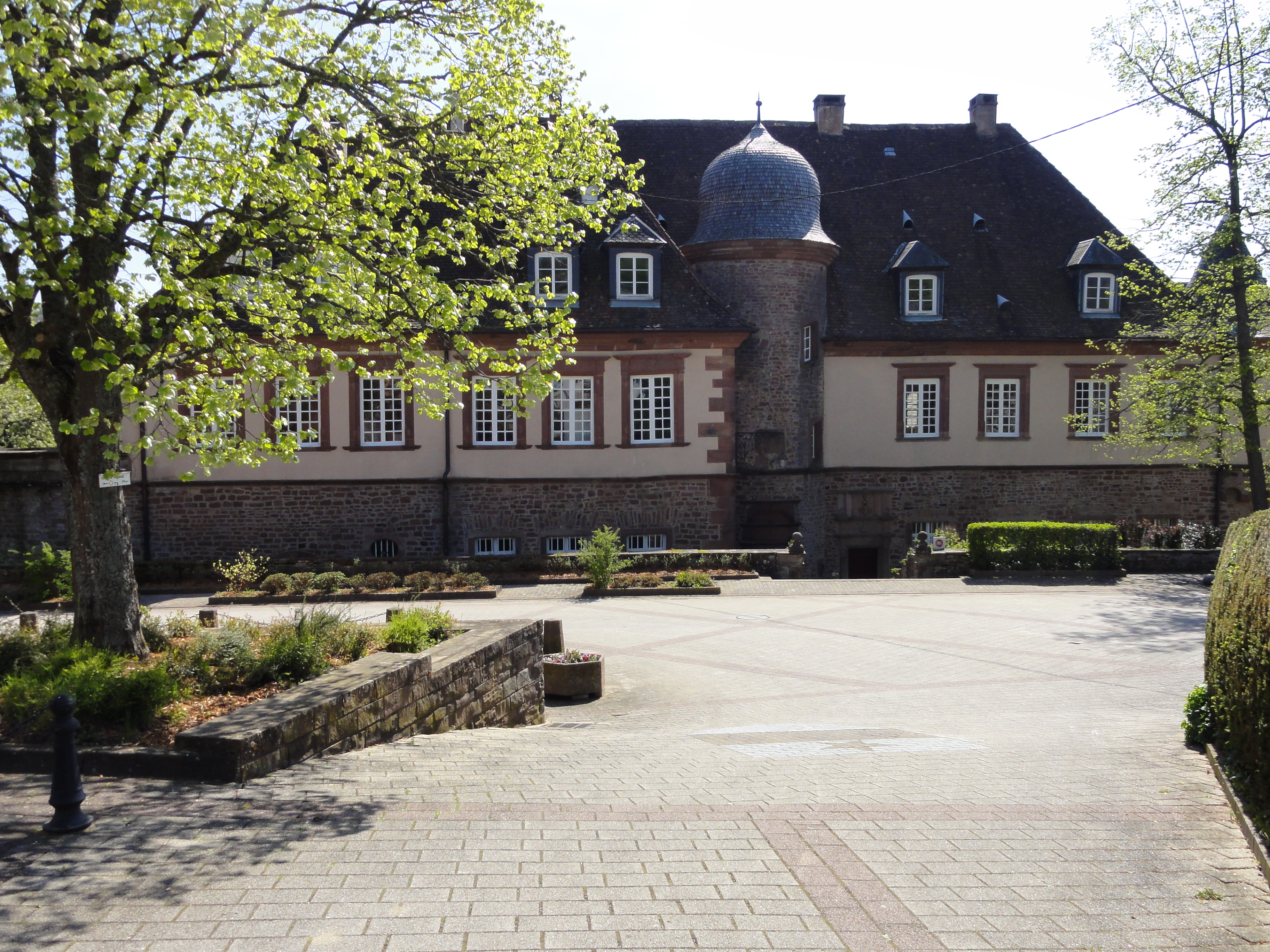
Шато (фасад)
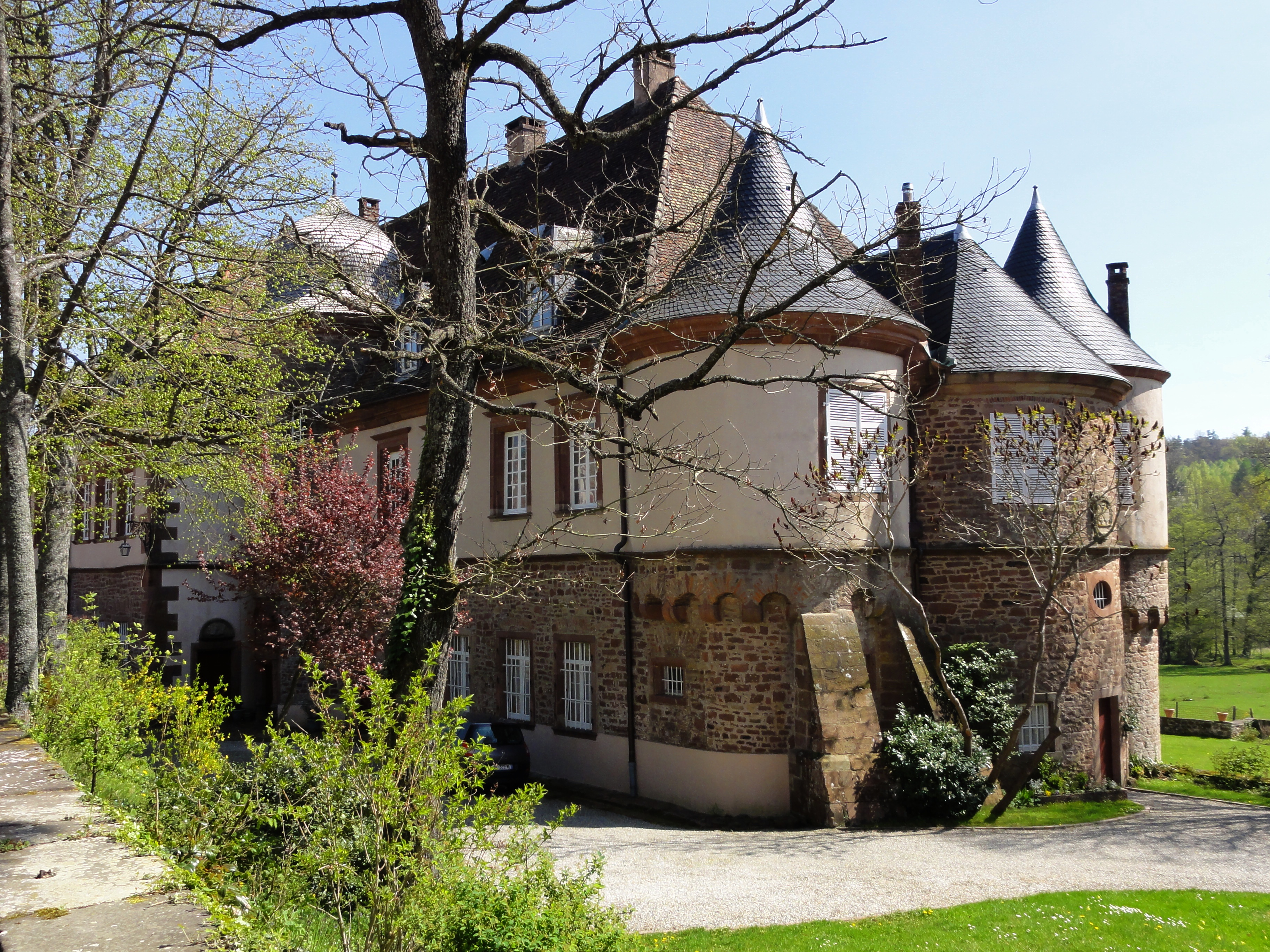
Шато (со стороны парка)
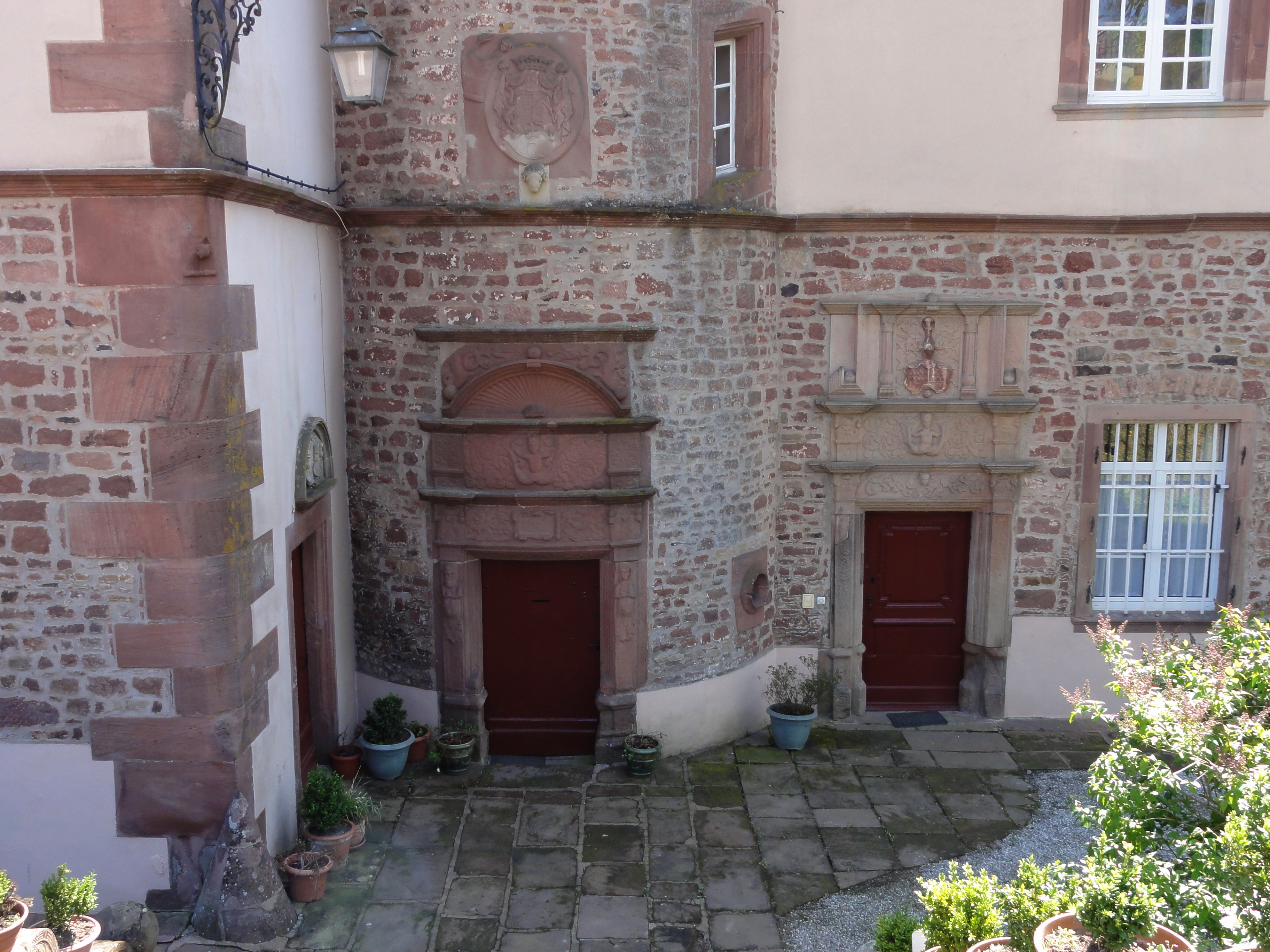
Шато (портал)
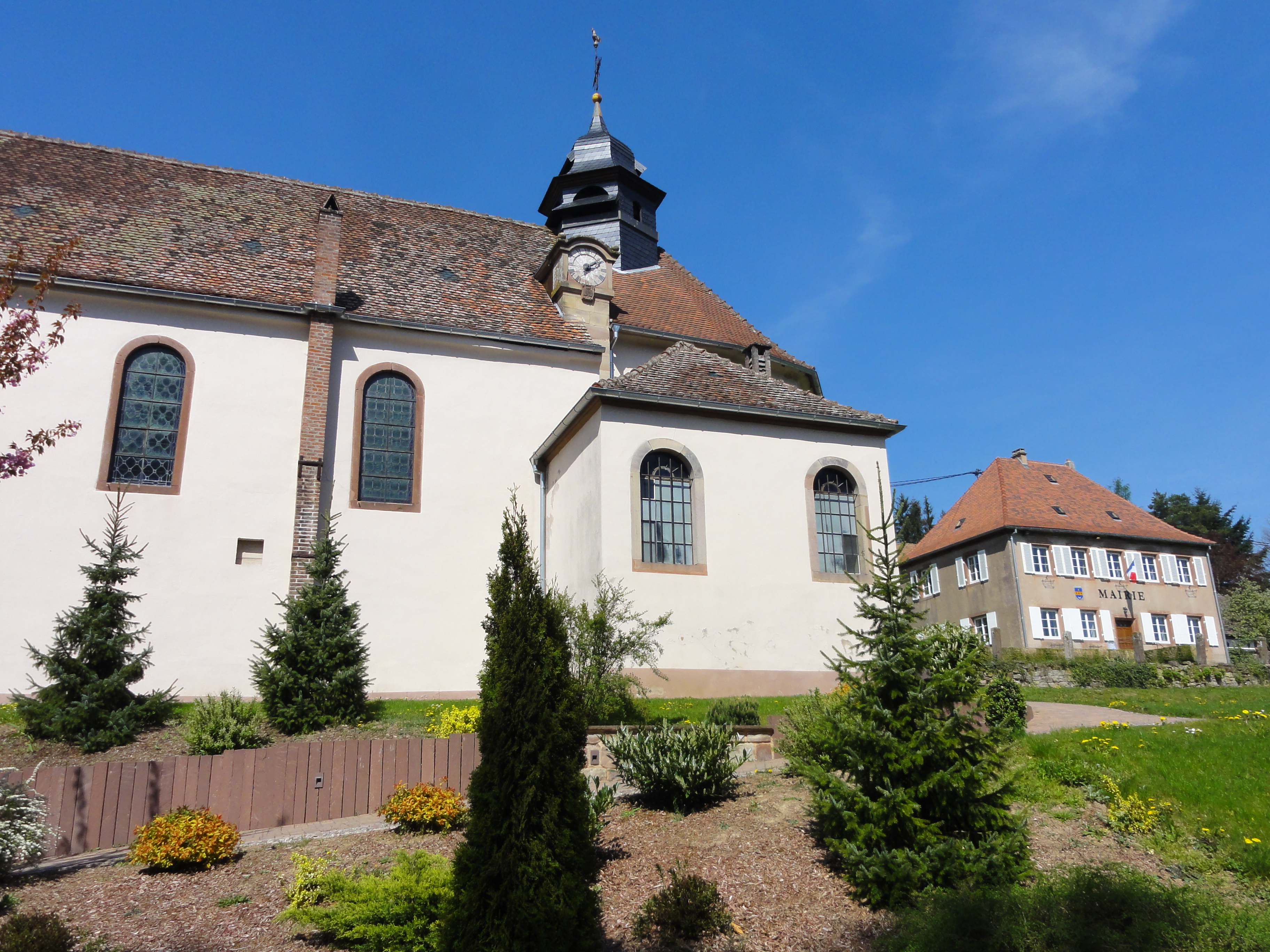
Церковь Сен-Луи
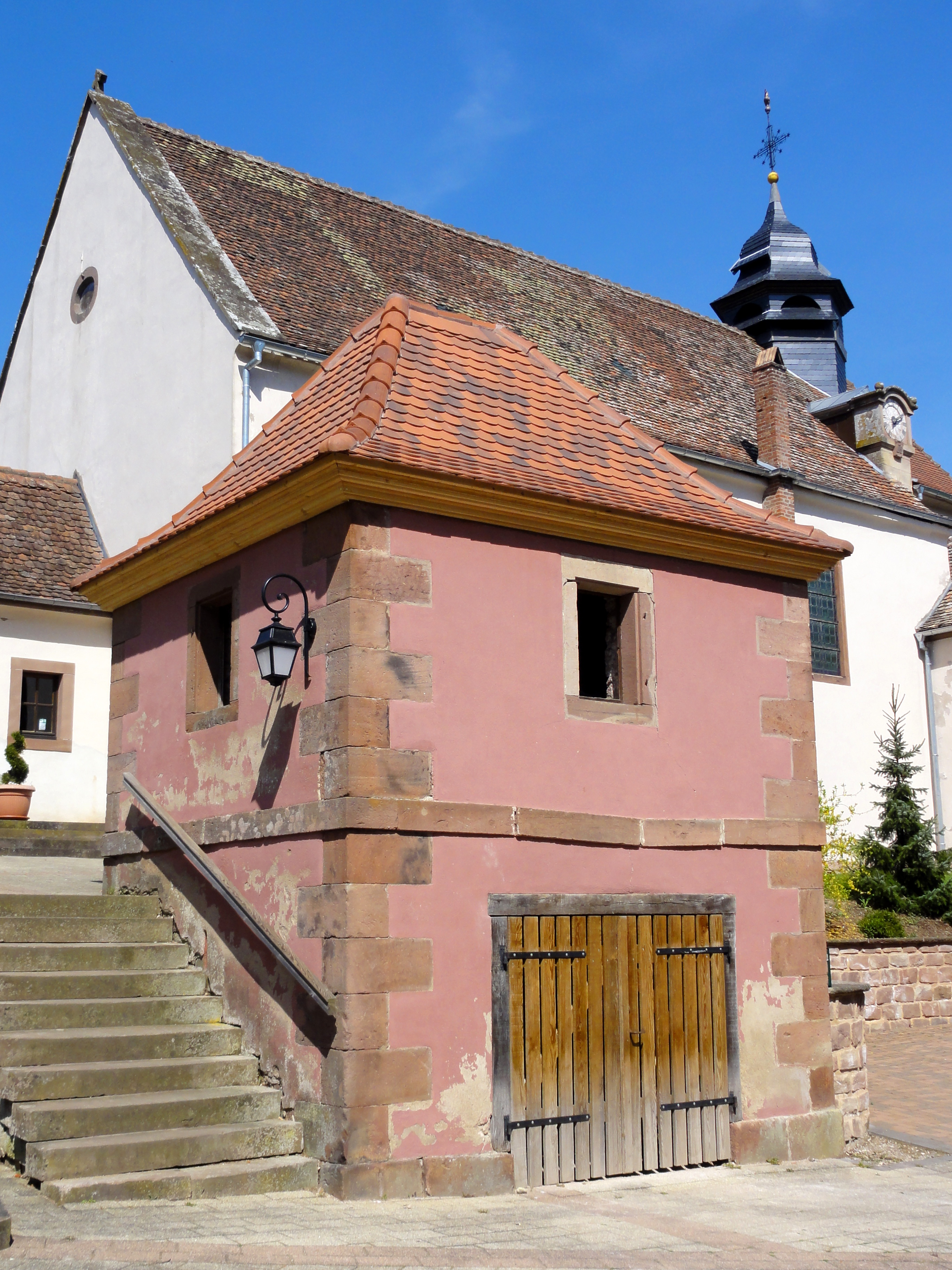
Вид со двора
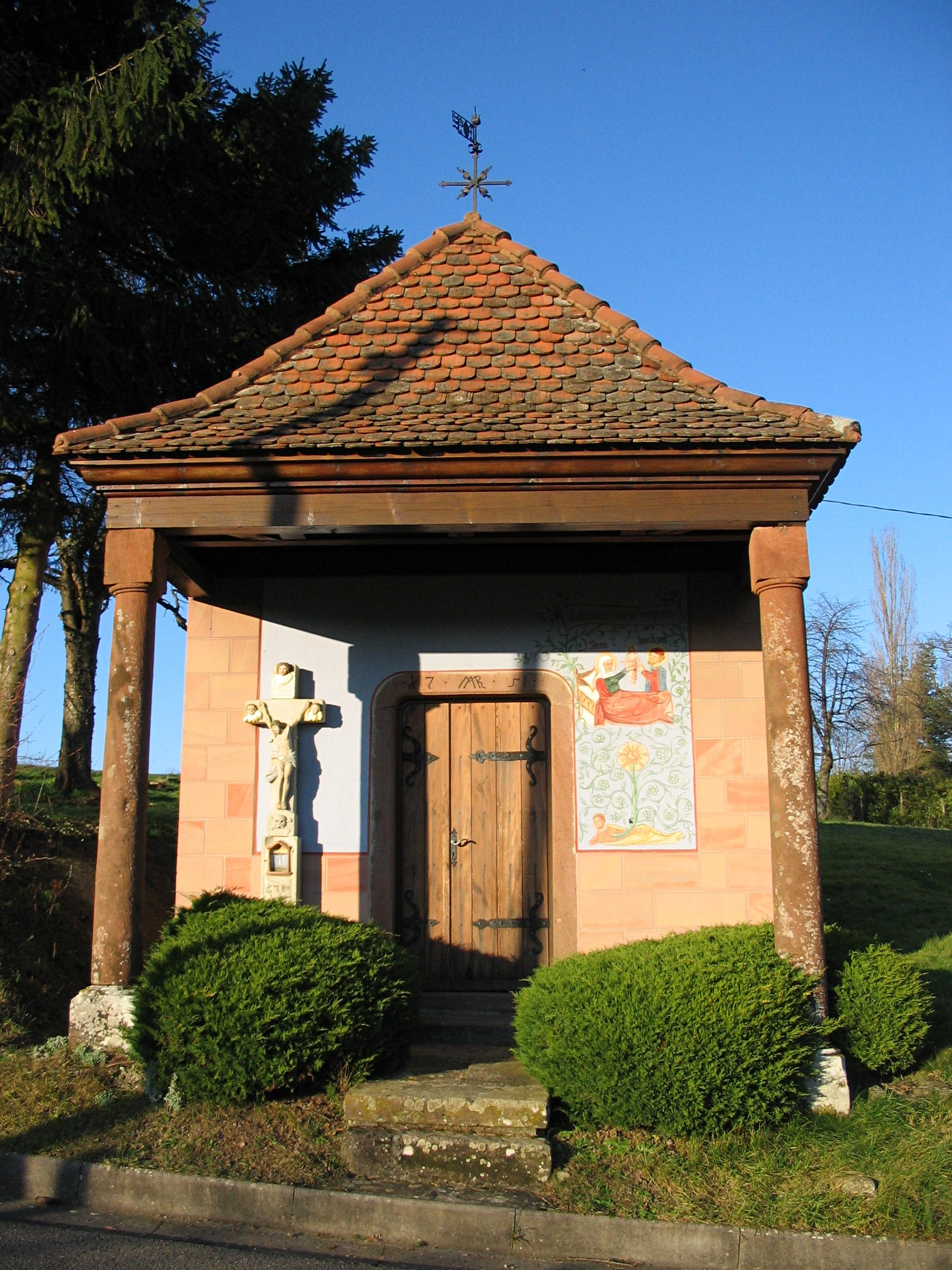
Часовня